# 谷山洋三
谷山 洋三（たにやま ようぞう、1972年 - ）は、日本の宗教学者、東北大学准教授。

## 人物・来歴
金沢市生まれ。金沢泉丘高等学校卒業、1994年東北大学文学部哲学科（印度学仏教史専攻）卒業。2000年同大学院博士課程修了、「バルアの仏教と社会 バングラデシュの仏教徒の現状」で文学博士。長岡西病院ビハーラ病棟ビハーラ僧、2003年四天王寺国際仏教大学専任講師、08年四天王寺大学（校名変更）准教授、2009年聖トマス大学准教授、2010年上智大学特任准教授・グリーフケア研究所主任研究員、2012年東北大学文学研究科実践宗教学寄附講座准教授。

## 著書
- 『医療者と宗教者のためのスピリチュアルケア 臨床宗教師の視点から』中外医学社、2016.2
- 『人は人を救えないが、「癒やす」ことはできる』河出書房新社, 2018.11

### 共編著
- 『スピリチュアルケアを語る ホスピス、ビハーラの臨床から』伊藤高章,窪寺俊之共著, 関西学院大学キリスト教と文化研究センター編. 関西学院大学出版会, 2004.8
- 『仏教とスピリチュアルケア』編著. 東方出版, 2008.7
- 『スピリチュアルケアを語る 第3集』窪寺俊之,伊藤高章共編著. 関西学院大学出版会, 2010.9